# Obóz zagłady

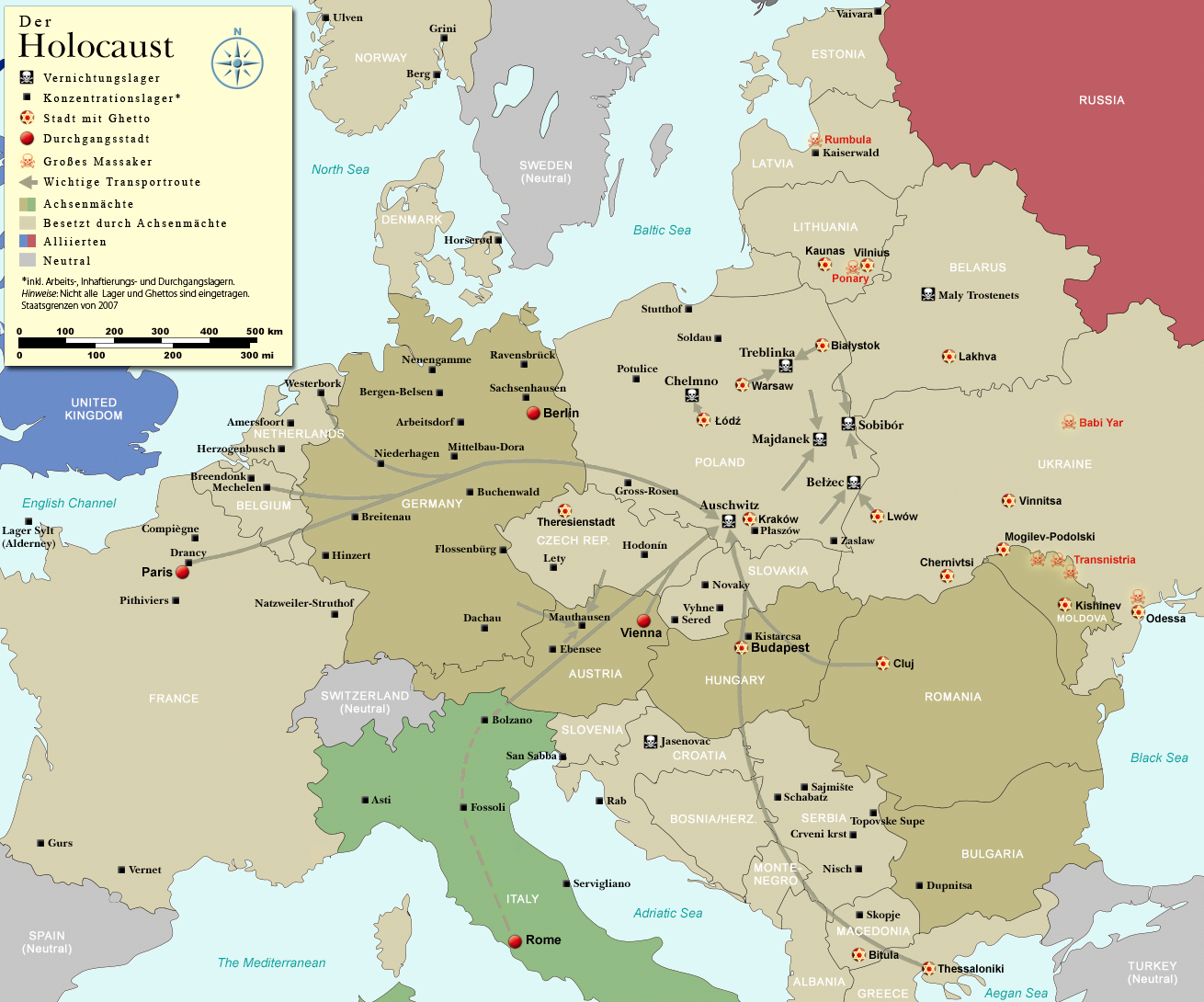
Rozmieszczenie niemieckich nazistowskich obozów (granice państw współczesne, stan na 2007 rok). Znakiem trupiej główki oznaczono ośrodki zagłady

Obóz zagłady (niem. Vernichtungslager) – obozy organizowane przez nazistowskie Niemcy w okresie II wojny światowej, w ramach programu „ostatecznego rozwiązania kwestii żydowskiej”. Były przeznaczone do dokonywania masowego ludobójstwa poprzez natychmiastowe uśmiercanie większości przewożonych tam ludzi. 
W historiografii przyjmuje się zazwyczaj, że sześć niemieckich nazistowskich obozów pełniło funkcję ośrodków zagłady. Wszystkie one zostały utworzone na ziemiach polskich okupowanych przez III Rzeszę. Tym, co odróżniało je od innych obozów, był fakt, że prowadzono w nich eksterminację na skalę niemalże przemysłową, a zdecydowana większość ofiar ginęła w komorach gazowych natychmiast lub w krótkim czasie po przybyciu do obozu. Przy życiu utrzymywano jedynie niewielką liczbę więźniów, których praca była niezbędna do zapewnienia funkcjonowania obozu.
Obozy zagłady utworzono w celu masowej eksterminacji europejskich Żydów. Szacuje się, że straciło w nich życie 2,7 mln osób tej narodowości. Były również narzędziem eksterminacji Romów i Sinti.

## Obozy zagłady i wyróżniające je cechy

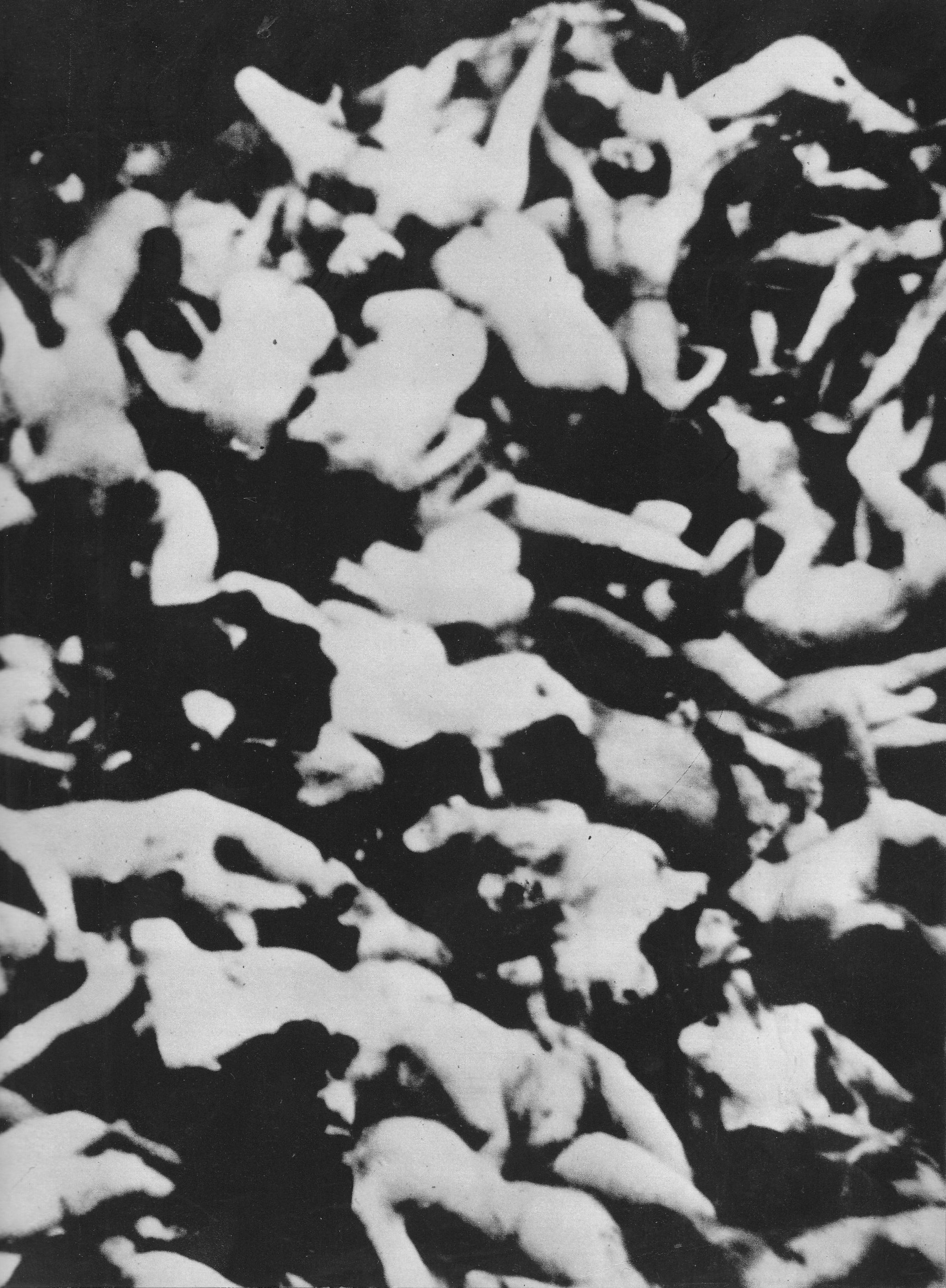
Ciała ofiar zagazowanych w komorach gazowych w obozie zagłady w Treblince

Obozy zagłady zostały utworzone w ramach realizowanego przez nazistowskie Niemcy programu „ostatecznego rozwiązania kwestii żydowskiej”. Zazwyczaj do ich grona historycy zaliczają sześć obozów:
- Auschwitz-Birkenau (Konzentrationslager Auschwitz)
- Bełżec (SS-Sonderkommando Belzec)
- Chełmno nad Nerem (SS-Sonderkommando Lange, SS-Sonderkommando Bothmann)
- Majdanek (Konzentrationslager Lublin)
- Sobibór (SS-Sonderkommando Sobibor)
- Treblinka (SS-Sonderkommando Treblinka)

Największym i najbardziej znanym spośród tych obozów był KL Auschwitz. Najwyższa była także liczba jego ofiar. Formalnie był on jednak obozem koncentracyjnym, a funkcję ośrodka natychmiastowej eksterminacji pełnił wyłącznie jego podobóz Auschwitz II – Birkenau. Również KL Lublin na Majdanku był w rzeczywistości obozem koncentracyjnym, który tylko na pewnym etapie swego istnienia pełnił funkcję ośrodka natychmiastowej eksterminacji. Obozami zagłady sensu stricto były natomiast ośrodki w Bełżcu, Chełmnie nad Nerem, Sobiborze i Treblince. Wszystkie te obozy znajdowały się na terytorium państwowym Polski, od września 1939 roku pozostającym pod okupacją niemiecką. O wyborze okupowanej Polski jako głównego miejsca realizacji Zagłady zdecydowały względy logistyczne, a w szczególności fakt, że na obszarze Europy Wschodniej zamieszkiwała największa liczba europejskich Żydów.
Niektórzy historycy do grona obozów zagłady są skłonni zaliczać także obóz w Małym Trościeńcu w Białoruskiej SRR oraz Jasenovac w Niepodległym Państwie Chorwackim.
Michał Maranda wskazuje, że w zasadzie wszystkie niemieckie nazistowskie obozy, a w szczególności obozy koncentracyjne, mogłyby zostać uznane za „obozy śmierci”, gdyż celem ich istnienia było zarówno wykorzystanie niewolniczej pracy więźniów, jak też ich stopniowe wyniszczenie. Dotyczyło to w szczególności więźniów żydowskich, których bez względu na rodzaj obozu traktowano w sposób wyjątkowo brutalny.
Tym, co wyróżniało obozy zagłady, był jednak fakt, że celem ich istnienia było natychmiastowe uśmiercenie przywożonych tam mężczyzn, kobiet i dzieci. Co do zasady nie rejestrowano ich w obozowej ewidencji i nie brano pod uwagę ich ewentualnej zdolności do pracy. Ofiary były masowo mordowane w komorach gazowych, zazwyczaj w ciągu zaledwie kilkudziesięciu minut od przybycia do obozu. Przy życiu utrzymywano jedynie niewielką liczbę więźniów, których praca była niezbędna do zapewnienia funkcjonowania obozu.

## Nazewnictwo
W polskiej historiografii obozy zagłady określano także mianem: obozów straceń, obozów śmierci, ośrodków zagłady.
W źródłach anglojęzycznych używane są nazwy Extermination Camps („obozy zagłady”, „obozy eksterminacji”) lub Death Camps („obozy śmierci”).
Ze względu na masową, niemalże przemysłową skalę eksterminacji, którą prowadzono w obozach zagłady, są one także nazywane „fabrykami śmierci” (ang. Death Factories). Nie wiadomo, kto posłużył się nim jako pierwszy; Edward Hałoń podaje, że to on sam je wymyślił, zastrzegając jednak, iż nie da się stwierdzić, czy nikt wcześniej nie używał tego określenia .

## Historia

### Geneza
22 czerwca 1941 roku nazistowskie Niemcy zaatakowały ZSRR. W ślad za armiami Wehrmachtu wyruszyły cztery Einsatzgruppen, które niezwłocznie przystąpiły do likwidacji wszystkich prawdziwych i domniemanych przeciwników niemieckiego panowania. Początkowo rozstrzeliwano głównie żydowskich mężczyzn oraz funkcjonariuszy władzy sowieckiej, jednakże na początku sierpnia 1941 roku Reichsführer-SS Heinrich Himmler obarczył Einsatzgruppen zadaniem wymordowania wszystkich Żydów zamieszkujących na podbitym terytorium ZSRR – bez względu na ich wiek i płeć. Tym samym antysemicka polityka III Rzeszy weszła w zupełnie nową fazę. Jej dotychczasowe elementy – przymusową emigrację, dyskryminację, gettoizację, szeroko zakrojone prześladowania – zastąpił systematyczny mord.
Do końca 1941 roku Einsatzgruppen – wspierane przez jednostki Ordnungspolizei, Waffen-SS, Wehrmachtu oraz lokalnych kolaborantów – wymordowały nawet do miliona Żydów, którzy zamieszkiwali na wschód od linii Ribbentrop-Mołotow. Niemiej masowe rozstrzeliwania zostały uznane przez Niemców za niewystarczająco efektywną metodę eksterminacji. Nastręczały bowiem problemów logistycznych, były trudne do utrzymania w tajemnicy, a ponadto oddziaływały negatywnie na psychikę sprawców.
Kierownictwo SS zaczęło poszukiwać bardziej efektywnej metody masowego mordu. Eksperymenty z zabijaniem Żydów przy użyciu dynamitu lub niegaszonego wapna okazały się jednak nieudane. Ostatecznie uznano, że najbardziej skuteczną techniką uśmiercania będzie gazowanie. Nie była to nowa metoda. Niemieccy naziści z powodzeniem zastosowali ją bowiem już wcześniej – podczas eksterminacji osób chorych psychicznie i niepełnosprawnych umysłowo, którą prowadzono w latach 1939–1941 w ramach akcji T4. Ofiary mordowano wtedy w sześciu „ośrodkach eutanazji”, w hermetycznie zamkniętych pomieszczeniach (komorach gazowych), przy wykorzystaniu czystego tlenku węgla dostarczanego w butlach. Zwłoki palono w krematoriach.

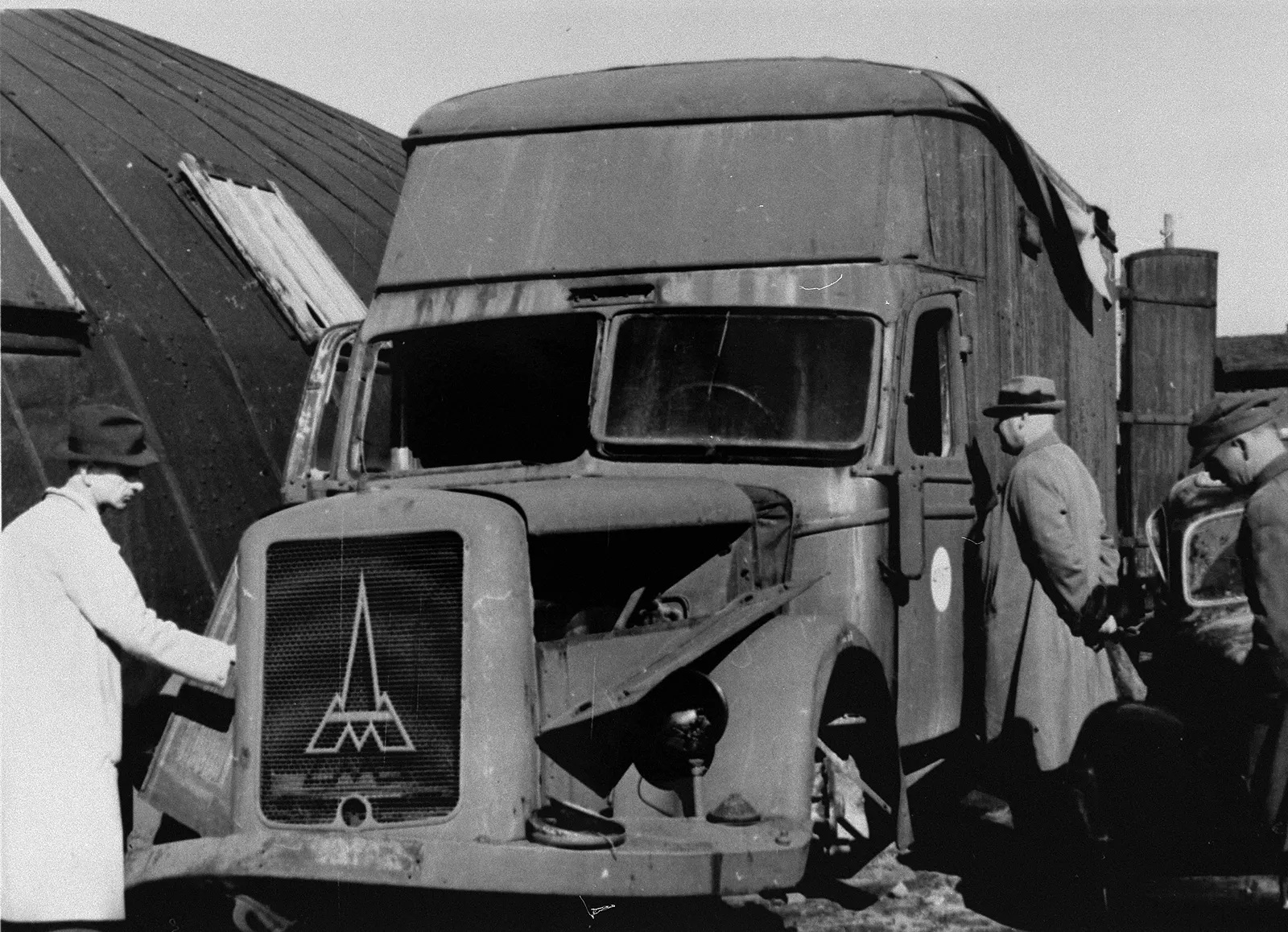
Samochód marki Magirus-Deutz. Zmodyfikowane pojazdy tego typu wykorzystywano jako mobilne komory gazowe

3 września 1941 roku w obozie koncentracyjnym KL Auschwitz przeprowadzono pierwszy eksperyment z gazowaniem więźniów za pomocą cyklonu B. W komorze gazowej zamordowano wtedy około 600 sowieckich jeńców wojennych oraz 250 Polaków wyselekcjonowanych z obozowego szpitala. W tym samym miesiącu w białoruskim Mohylewie Einsatzgruppe B dowodzona przez Arthura Nebego zamordowała kilkudziesięciu pacjentów miejscowego szpitala psychiatrycznego, zamykając ich w pomieszczeniu, do którego doprowadzono gazy spalinowe wytworzone przez silnik samochodowy. Bezpośrednią konsekwencją tego drugiego eksperymentu było wyposażenie Einsatzgruppen w specjalne ciężarówki, które pełniły funkcję mobilnych komór gazowych. Prawdopodobnie użyto ich po raz pierwszy w okolicach Połtawy w listopadzie 1941 roku.
W praktyce funkcjonariusze Einsatzgruppen dość niechętnie wykorzystywali ruchome komory gazowe. Ponadto o ile okazały się one stosunkowo przydatnym narzędziem dla oddziałów egzekucyjnych mordujących Żydów na świeżo podbitych obszarach ZSRR, o tyle w mniejszym stopniu nadawały się do likwidacji ofiar, które przywożono w transportach z dużych ośrodków miejskich w Europie Zachodniej i Środkowej. Swoistym technologicznym przełomem, który zdaniem Bogdana Musiała umożliwił rozpoczęcie „ostatecznego rozwiązania kwestii żydowskiej”, stało się dopiero uruchomienie obozów zagłady ze stacjonarnymi komorami gazowymi. Ten sam autor przypuszcza, że pomysł ich utworzenia pojawił się już we wrześniu 1941 roku.
W październiku 1941 roku dr Alfred Wetzel z Ministerstwa Rzeszy do spraw Okupowanych Terytoriów Wschodnich wystosował list do komisarza Rzeszy Hinricha Lohsego, w którym informował o propozycji zastępcy szefa Kancelarii Führera, Viktora Bracka, dotyczącej utworzenia na terenie Komisariatu Rzeszy Wschód stacjonarnych ośrodków eksterminacji. Docelowo mieli w nich zostać zatrudnieni członkowie personelu akcji T4 (wtedy już zawieszonej).  Na przełomie 1941 i 1942 roku rozważano zbudowanie takiego ośrodka w rejonie Mohylewa. Ostatecznie obozy zagłady nie zostały jednak utworzone w Ostlandzie, lecz na okupowanych ziemiach polskich.

### Utworzenie i funkcjonowanie obozów zagłady

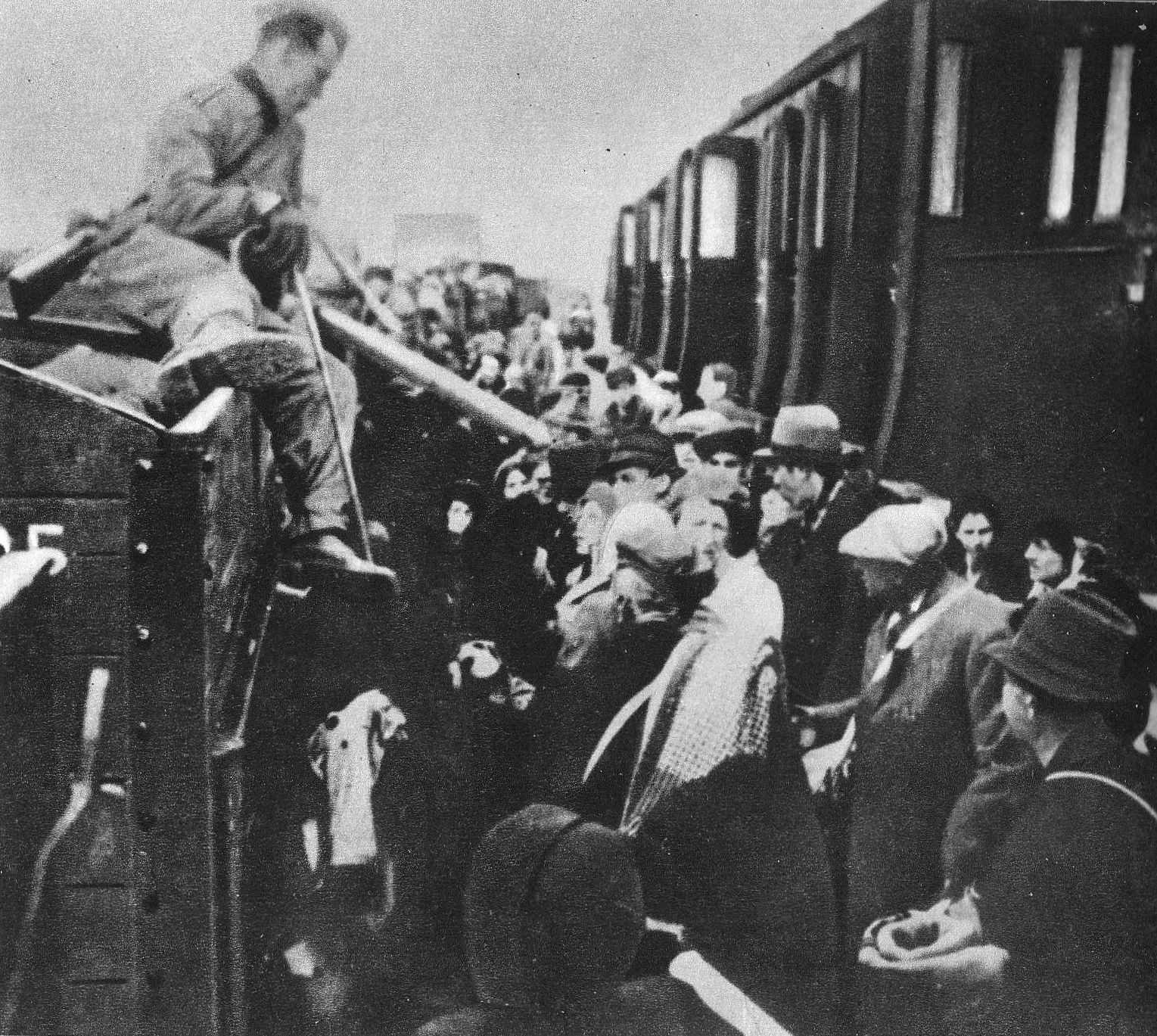
Żydzi na stacji przejściowej w Kole, skąd wagonami kolejki wąskotorowej wywożono ich do obozu zagłady Kulmhof w Chełmnie nad Nerem

Pierwszy obóz zagłady uruchomiono 8 grudnia 1941 roku w pobliżu wsi Chełmno nad Nerem (niem. Kulmhof) w Kraju Warty. Arthur Greiser, miejscowy Namiestnik Rzeszy i gauleiter NSDAP, podejmował bowiem liczne zabiegi, aby jak najszybciej uczynić swój okręg „wolnym od Żydów”. Już w połowie lipca 1941 roku szef Sicherheitsdienst w Poznaniu, Rolf-Heinz Höppner, wystosował memoriał do Adolfa Eichmanna, w którym proponował, aby wszystkich Żydów z Kraju Warty skoncentrować w jednym wielkim obozie koncentracyjnym, a następnie „wykończyć ich jakimś szybko działającym środkiem”. Kulmhof nie był obozem w pełnym znaczeniu tego słowa, gdyż liczbę więźniów oraz infrastrukturę ograniczono do absolutnego minimum, a jego dwie strefy dzieliła odległość około czterech kilometrów. Ofiary nie były mordowane w stacjonarnych instalacjach, lecz w specjalnie zaadaptowanych samochodach ciężarowych, pełniących funkcję mobilnych komór gazowych. W Kulmhof eksterminowano Żydów przywożonych z getta łódzkiego oraz z gett prowincjonalnych w Kraju Warty. Obóz został zamknięty w kwietniu 1943 roku. Wcześniej opróżniono masowe groby i spalono wydobyte z nich zwłoki, zlikwidowano prowizoryczne krematoria w lesie rzuchowskim oraz wysadzono ruiny pałacu w Chełmnie, wykorzystywane dotąd w charakterze strefy przyjęć. W maju 1944 roku obóz uruchomiono ponownie, co było bezpośrednio związane z rozpoczęciem ostatecznej likwidacji getta w Łodzi. W połowie sierpnia Kulmhof zaprzestał przyjmowania nowych transportów, wkrótce przystąpiono również do likwidacji urządzeń obozowych. Ostateczne zamknięcie obozu nastąpiło w styczniu 1945 roku. W publikacjach historycznych liczbę ofiar Kulmhof szacuje się zazwyczaj w przedziale od 150 tys. do 320 tys.. Muzeum byłego niemieckiego Obozu Zagłady Kulmhof w Chełmnie nad Nerem za najbardziej prawdopodobną uznaje liczbę 200 tys. ofiar. Tylko sześciu więźniów zdołało uciec z Kulmhof i doczekać końca wojny.

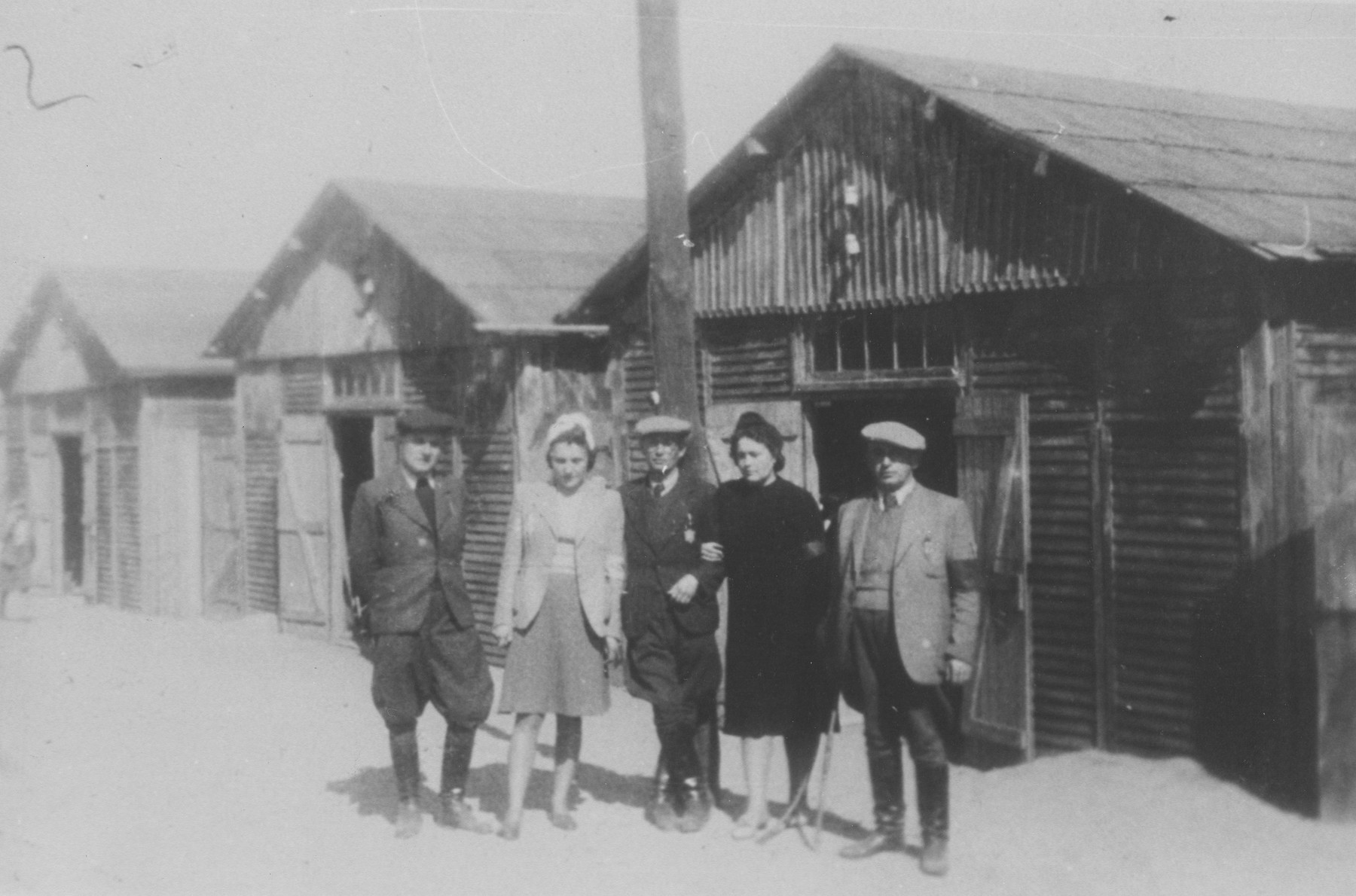
Żydowscy więźniowie i więźniarki przed barakami w obozie zagłady w Bełżcu

13 października 1941 roku SS-Brigadeführer Odilo Globocnik, dowódca SS i policji w dystrykcie lubelskim Generalnego Gubernatorstwa, spotkał się w Kętrzynie z Heinrichem Himmlerem oraz SS-Obergruppenführerem Friedrichem Wilhelmem Krügerem. Globocnik, który domagał się jak najszybszego „oczyszczenia” swojego dystryktu z Żydów, prawdopodobnie uzyskał wtedy zgodę Reichsführera na rozpoczęcie masowej eksterminacji. Już 1 listopada w pobliżu wsi i stacji kolejowej Bełżec rozpoczęto budowę obozu zagłady. Jego uruchomienie nastąpiło 17 marca 1942 roku, kiedy do Bełżca dotarły pierwsze transporty z gett w Lublinie i Lwowie. Dzień ten uznawany jest jednocześnie za początek systematycznej eksterminacji polskich Żydów, której Niemcy nadali później kryptonim Einsatz Reinhardt. Bełżec był pierwszym obozem, w którym uruchomiono stacjonarne komory gazowe. Kierowano doń przede wszystkim transporty z terenów Polski południowej i południowo-wschodniej, tj. z gett w dystryktach krakowskim, lubelskim i galicyjskim.  Nieprzybycie spodziewanych transportów z Rumunii oraz brak miejsca na nowe masowe groby spowodowały, że deportacje do Bełżca wstrzymano w grudniu 1942 roku. Przez następnych kilka miesięcy żydowscy więźniowie pod nadzorem Niemców ekshumowali masowe groby i palili wydobyte z nich zwłoki. Następnie przystąpiono do stopniowej likwidacji infrastruktury obozowej. Obóz ostatecznie przestał istnieć w czerwcu 1943 roku. Na jego terenie wzniesiono gospodarstwo rolne, w którym osadzono volksdeutscha z rodziną. Ostatnich więźniów wywieziono do obozu w Sobiborze, gdzie zostali zgładzeni. Liczbę ofiar Bełżca przez długi czas szacowano na około 600 tys. Z ustaleń Roberta Kuwałka wynika jednak, że między 17 marca a 11 grudnia 1942 roku Niemcy skierowali do Bełżca 179 transportów, w których znalazło się od 440 823 do 453 021 Żydów. Muzeum – Miejsce Pamięci w Bełżcu przyjmuje, że liczba ofiar obozu wyniosła około 450 tys. Znane są tylko dwa jednoznacznie potwierdzone przypadki, gdy Żydom udało się zbiec z obozu i przeżyć wojnę.

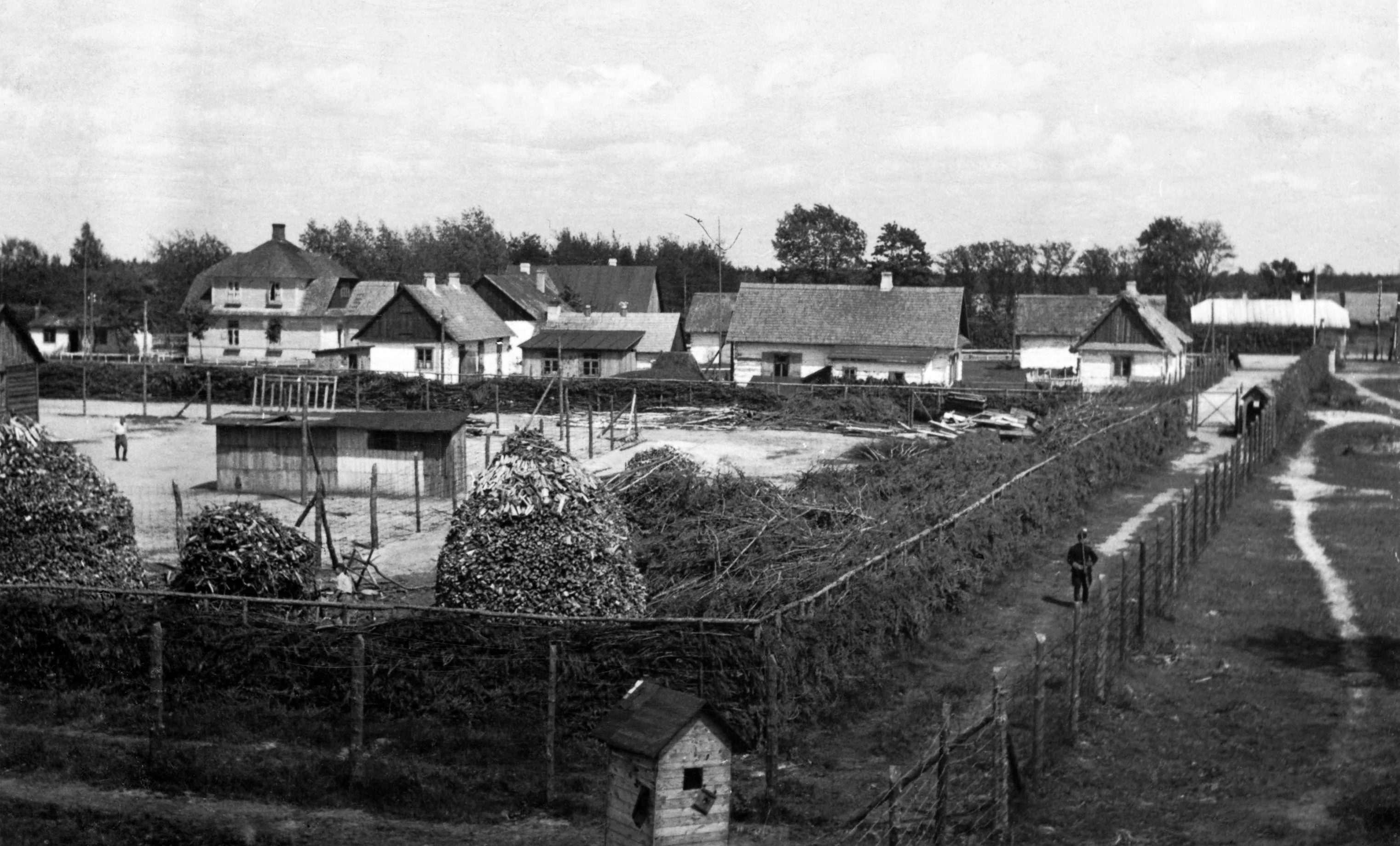
Zabudowania obozu zagłady w Sobiborze, lato 1943

Drugim ośrodkiem zagłady utworzonym w ramach akcji „Reinhardt” był obóz przy stacji kolejowej Sobibór niedaleko Włodawy. Niewykluczone, że decyzja o jego utworzeniu zapadła już podczas spotkania Globocnika z Himmlerem 13 października 1941 roku, gdyż według niektórych świadków wstępne prace związane z budową obozu rozpoczęto jesienią tegoż roku. Część badaczy jest jednak zdania, że do budowy obozu przystąpiono dopiero w marcu 1942 roku. Masową i systematyczną eksterminację Żydów rozpoczęto w Sobiborze w pierwszych dniach maja 1942 roku. Ofiary przywożono przede wszystkim z gett w dystrykcie lubelskim, a dalszej kolejności z gett w dystrykcie Galicja. Sporadycznie trafiały tam również transporty z dystryktów krakowskiego i radomskiego oraz z Białegostoku i Wileńszczyzny. Tym, co wyróżniało Sobibór na tle pozostałych obozów zagłady Einsatz Reinhardt, był fakt, że o wiele częściej kierowano do niego transporty z zagranicy, tj. z Holandii, Francji, Niemiec i Austrii, Protektoratu Czech i Moraw, marionetkowego państwa słowackiego oraz z ZSRR. Gdy akcja „Reinhard” zaczęła dobiegać końca, Himmler postanowił przekształcić Sobibór w „zwykły” obóz koncentracyjny. Po uwieńczonym sukcesem powstaniu więźniów w październiku 1943 roku podjął jednak decyzję o jego całkowitej likwidacji. Do związanych z tym prac zatrudniono grupę Żydów przywiezionych ze zlikwidowanego obozu w Treblince. Pod koniec listopada 1943 roku, po zakończeniu robót, zostali oni wymordowani. Liczbę ofiar Sobiboru przez długi czas szacowano na około 250 tys. Z ustaleń Roberta Kuwałka wynika jednak, że w obozie zgładzono około 170–180 tys. Żydów.

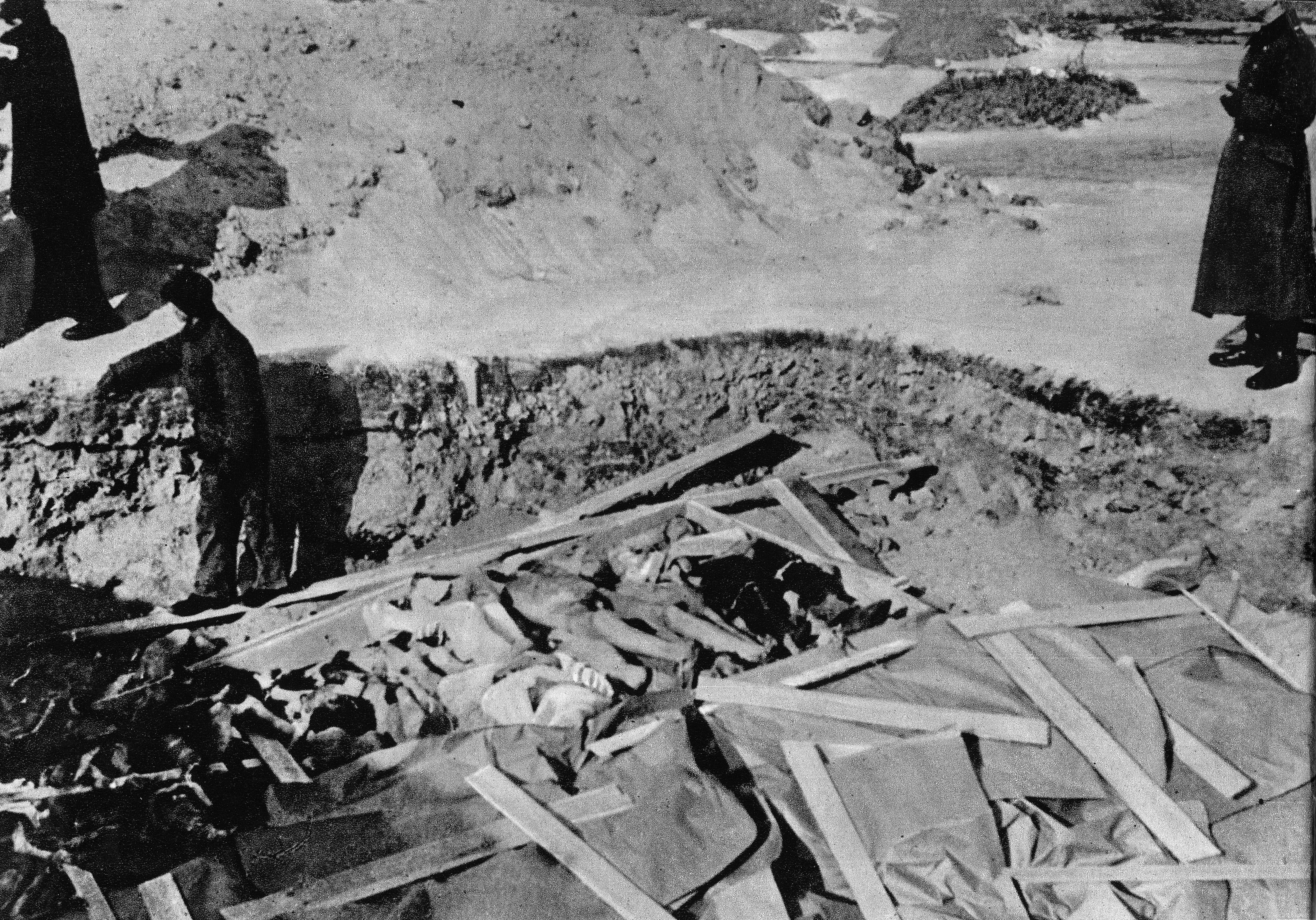
Obóz zagłady w Treblince, otwarty masowy grób z ciałami ofiar; fotografia niemiecka z 1943 roku

Budowa trzeciego ośrodka zagłady akcji „Reinhardt”, tj. obozu w Treblince, rozpoczęła się w czerwcu 1942 roku. Decyzja o jego utworzeniu zapewne była związana z planami przyspieszenia eksterminacji Żydów w Generalnym Gubernatorstwie, w tym z planami likwidacji getta warszawskiego. Pierwszy transport przybył do Treblinki 23 lipca 1942 roku, w drugim dniu wielkiej akcji deportacyjnej w getcie warszawskim. Do 21 września w Treblince zgładzono 253 742 warszawskich Żydów (według źródeł niemieckich). Obóz w Treblince okazał się „najdoskonalszym” i „najwydajniejszym” ze wszystkich ośrodków zagłady akcji „Reinhardt”. Obok warszawskich Żydów masowo mordowano w nim mieszkańców prowincjonalnych gett w dystrykcie warszawskim oraz mieszkańców gett z dystryktu radomskiego i Okręgu Białystok. Do Treblinki trafiały również transporty z północnej części dystryktu lubelskiego, a ponadto transporty zagraniczne: z getta Theresienstadt w Protektoracie Czech i Moraw, z greckich Salonik oraz z zaanektowanych przez Bułgarię terenów greckiej Tracji i jugosłowiańskiej Macedonii. Po buncie więźniów, do którego doszło w sierpniu 1943 roku, w Treblince zgładzono jeszcze co najmniej 7,5 tys. Żydów z likwidowanego getta w Białymstoku. Niedługo później Niemcy przystąpili do stopniowej likwidacji obozu, którą zakończono w listopadzie tegoż roku. Na terenie poobozowym wzniesiono gospodarstwo rolne, w którym osadzono jednego z byłych strażników wraz z rodziną. Liczba ofiar Treblinki pozostaje trudna do ustalenia. W polskiej i zagranicznej literaturze historycznej szacowano ją zazwyczaj w przedziale od 750 tys. do 900 tys. Dariusz Libionka ocenia, że minimalna liczba ofiar wyniosła 780–800 tys. Edward Kopówka jest zdania, że „jako podstawę” należy przyjąć liczbę 800 tys. Z kolei  Jicchak Arad szacował liczbę zamordowanych na 870 tys.

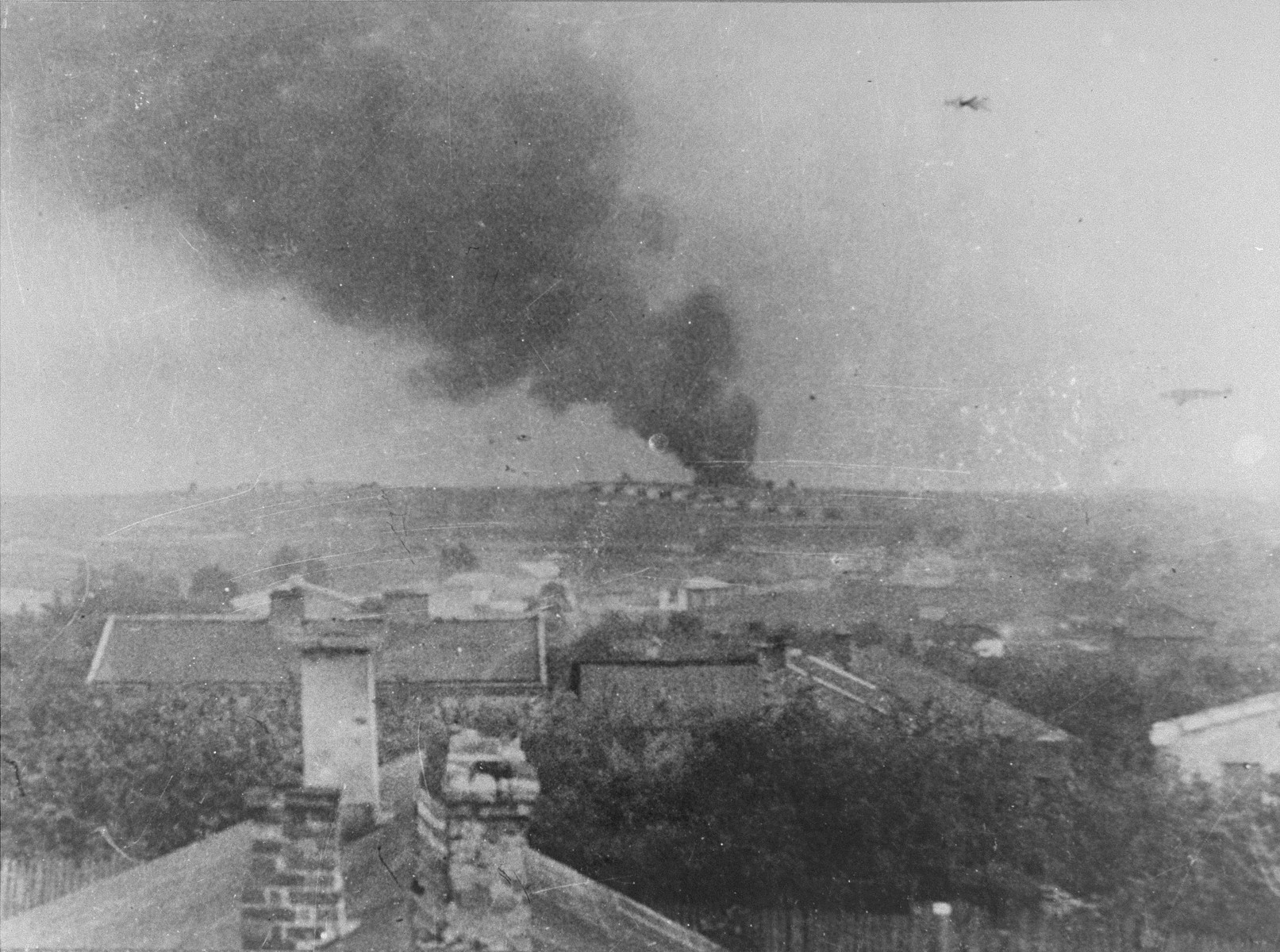
Dym z pieców krematoryjnych unoszący się nad obozem KL Lublin na Majdanku

Decyzja o budowie obozu koncentracyjnego w Lublinie została podjęta przez Heinricha Himmlera podczas jego wizyty w tym mieście w lipcu 1941 roku. Od nazwy dzielnicy Lublina (Majdan Tatarski) obóz zyskał nieformalną nazwę „Majdanek”. Funkcjonował od października 1941 roku do lipca 1944 roku. W tym okresie przeszło przezeń około 150 tys. więźniów różnej narodowości, z których około 80 tys. poniosło śmierć. Majdanek był jednym z dwóch obozów koncentracyjnych podległych Głównemu Urzędowi Gospodarczo-Administracyjnemu SS, w których prowadzono eksterminację Żydów z wykorzystaniem komór gazowych. Majdanek był integralnym elementem akcji „Reinhard”, aczkolwiek jako ośrodek natychmiastowej eksterminacji pełnił rolę drugorzędną wobec obozów w Bełżcu, Sobiborze i Treblince. Prawdopodobnie jego komory gazowe zostały użyte po raz pierwszy we wrześniu 1942 roku. W ciągu kolejnych dwóch miesięcy tempo akcji eksterminacyjnej przyspieszyło, co miało związek z ostateczną likwidacją gett w Lublinie i powiecie lubelskim. Z informacji zawartych w tzw. telegramie Höflego wynika, że do końca 1942 roku zgładzono na Majdanku 24 733 Żydów. Z kolei w 1943 roku w komorach gazowych Majdanka mordowano m.in. Żydów, których „wyselekcjonowano” z transportów z likwidowanych gett w Warszawie i Białymstoku. Ponadto od jesieni 1942 roku na Majdanku zagazowywano niezdolnych do pracy żydowskich więźniów z obozów pracy przy ul. Lipowej i na Flugplatzu w Lublinie. W ten sam sposób mordowano także chorych i wycieńczonych więźniów Majdanka pochodzenia nieżydowskiego, przede wszystkim Polaków. Ostatnie egzekucje przez zagazowanie prawdopodobnie miały miejsce we wrześniu 1943 roku. 3 listopada tegoż roku, w ramach Aktion Erntefest, w obozie rozstrzelano blisko 18 tys. Żydów – więźniów obozu głównego oraz jego lubelskich podobozów i komand zewnętrznych. Łącznie przez Majdanek przeszło około 74 tys. Żydów, z czego około 59 tys. zostało zamordowanych.

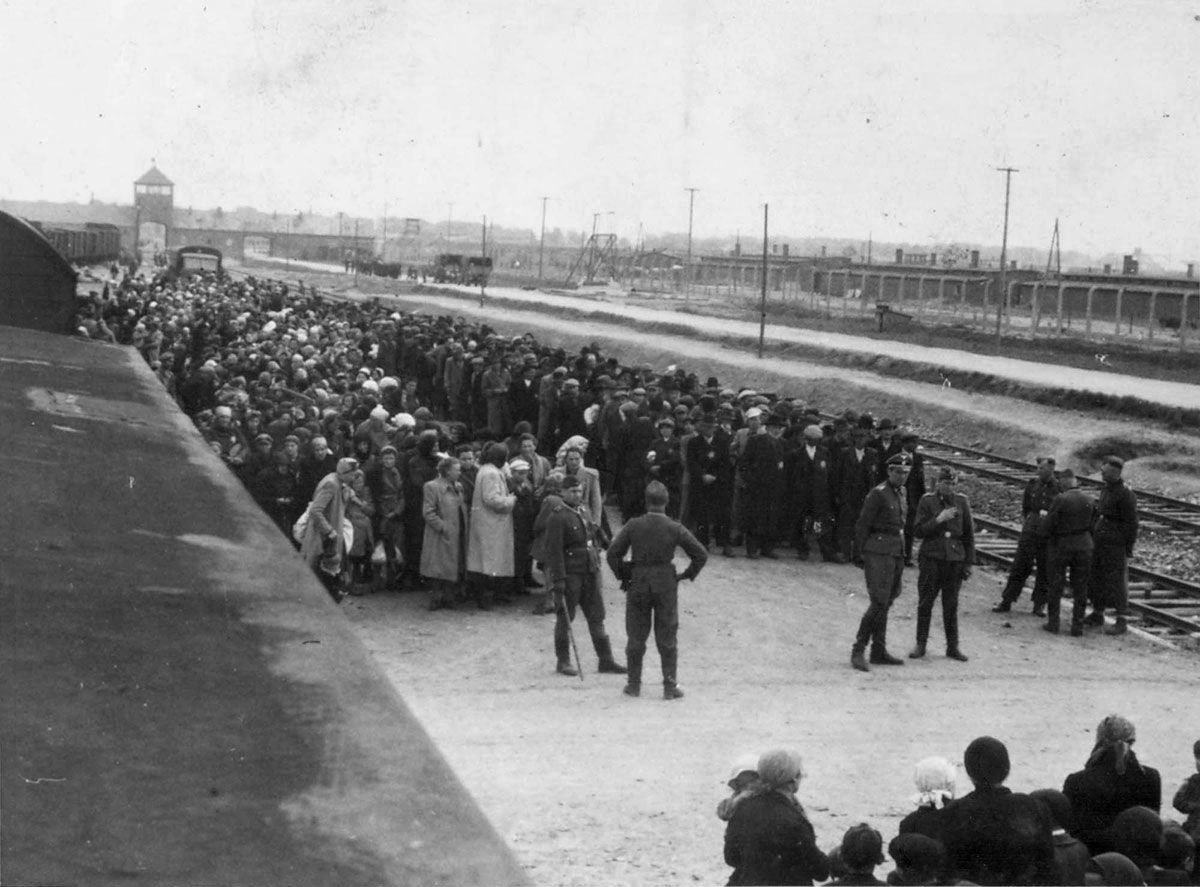
„Selekcja” na obozowej rampie w Birkenau, maj 1944

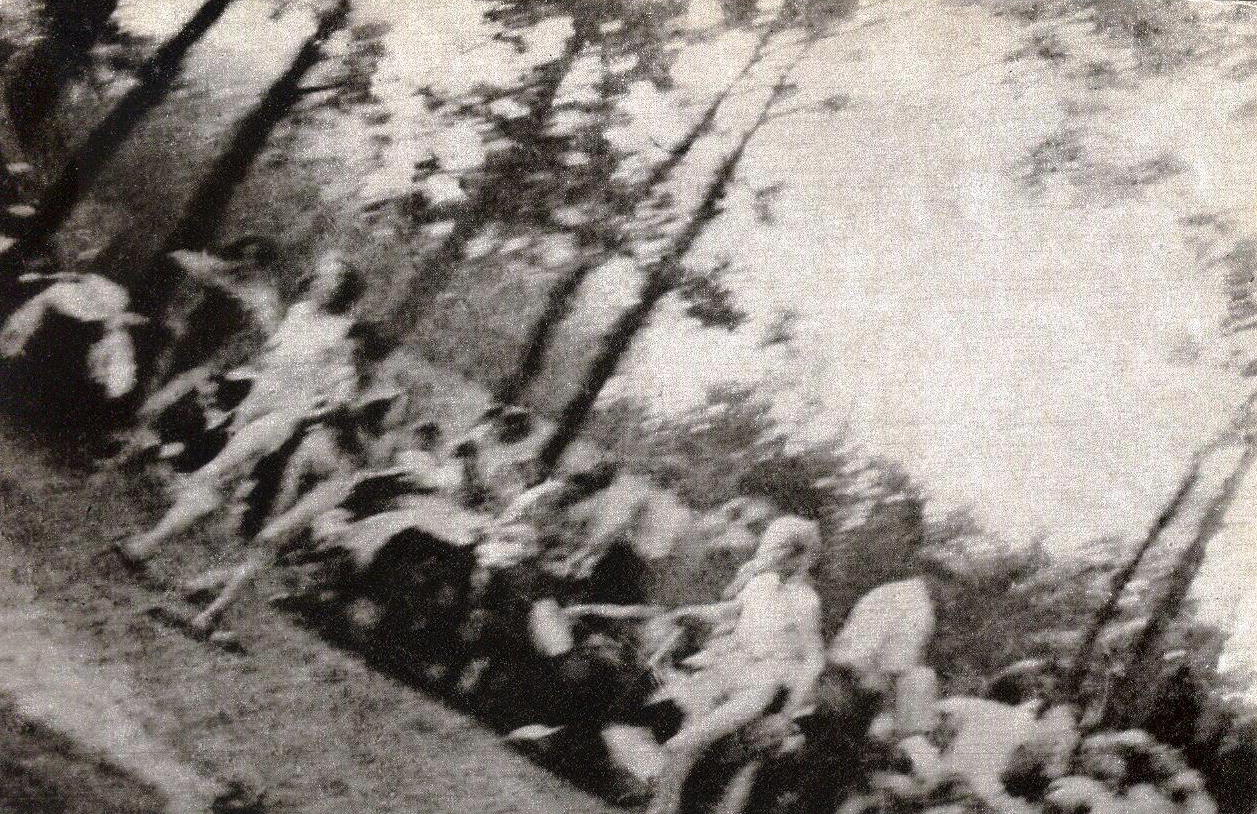
Nagie kobiety prowadzone do komór gazowych w Birkenau

Obóz koncentracyjny KL Auschwitz w Oświęcimiu został utworzony w połowie 1940 roku; początkowo był przeznaczony przede wszystkim dla polskich więźniów politycznych. 14 czerwca 1940 roku dotarł doń pierwszy masowy transport, w którym znalazło się 728 osób przywiezionych z więzienia w Tarnowie. 3 września 1941 roku w Auschwitz przeprowadzono pierwszy eksperyment z gazowaniem więźniów przy użyciu cyklonu B; zamordowano wtedy około 600 sowieckich jeńców wojennych oraz 250 Polaków wyselekcjonowanych z obozowego szpitala. W latach 1942–1944 Auschwitz pełnił rolę największego środka zagłady w ramach „ostatecznego rozwiązania kwestii żydowskiej”. Pierwszy transport Żydów, który przeznaczono do natychmiastowej eksterminacji, prawdopodobnie przybył tam 15 lutego 1942 roku z jednego z gett na Górnym Śląsku. Przywiezieni w nim ludzie zostali zgładzeni w komorze gazowej na terenie obozu macierzystego. Niedługo później zapadła jednak decyzja, że akcja eksterminacyjna będzie prowadzona w podobozie Auschwitz II – Birkenau. Od maja tegoż roku już regularnie przyjmowano tam i likwidowano żydowskie transporty. Spośród co najmniej miliona żydowskich ofiar Auschwitz, zaledwie około 100 tys. zostało zarejestrowanych w obozowej ewidencji. Pozostałych, a więc nie mniej niż 900 tys., zgładzono w komorach gazowych niezwłocznie lub niedługo po przywiezieniu do obozu. Tylko około 300 tys. żydowskich ofiar Auschwitz było obywatelami polskimi. Pozostałych przywieziono z różnych krajów sprzymierzonych z III Rzeszą lub przez nią okupowanych, przy czym największą grupą ofiar byli Żydzi węgierscy (około 430 tys.). Komory gazowe zbudowano w Birkenau w celu masowej eksterminacji Żydów, czasami były jednak wykorzystywane do likwidacji więźniów innej narodowości. W kompleksie obozowym Auschwitz-Birkenau zamordowano około 21 tys. Romów i Sinti, z czego znaczną część zagazowano natychmiast po przybyciu lub po dłuższym pobycie w obozie. Zdarzało się również, że w komorach gazowych mordowano Polaków, na przykład około 300 więźniów karnej kompanii (11 czerwca 1942) oraz dwukrotnie duże grupy pacjentów obozowego szpitala, liczące łącznie 939 więźniów (sierpień 1942). Łącznie w latach 1940–1945 w kompleksie obozowym Auschwitz-Birkenau poniosło śmierć co najmniej 1,1 mln osób, w tym około 1 mln Żydów, 70–75 tys. Polaków, 21 tys. Romów i Sinti, 15 tys. jeńców sowieckich i 10–15 tys. więźniów innych narodowości.

### Modus operandi i liczba ofiar
Auschwitz i Majdanek ze względu na fakt, że łączyły funkcję obozu koncentracyjnego i obozu zagłady, podlegały Głównemu Urzędowi Gospodarczo-Administracyjnemu SS (SS-WVHA). Obóz w Chełmnie nad Nerem podlegał dowódcy SS i policji w Kraju Warty. Obozy w Bełżcu, Sobiborze i Treblince, które utworzono w ramach akcji „Reinhardt”, podlegały natomiast kierownikowi tej akcji, tj. dowódcy SS i policji w dystrykcie lubelskim Generalnego Gubernatorstwa.

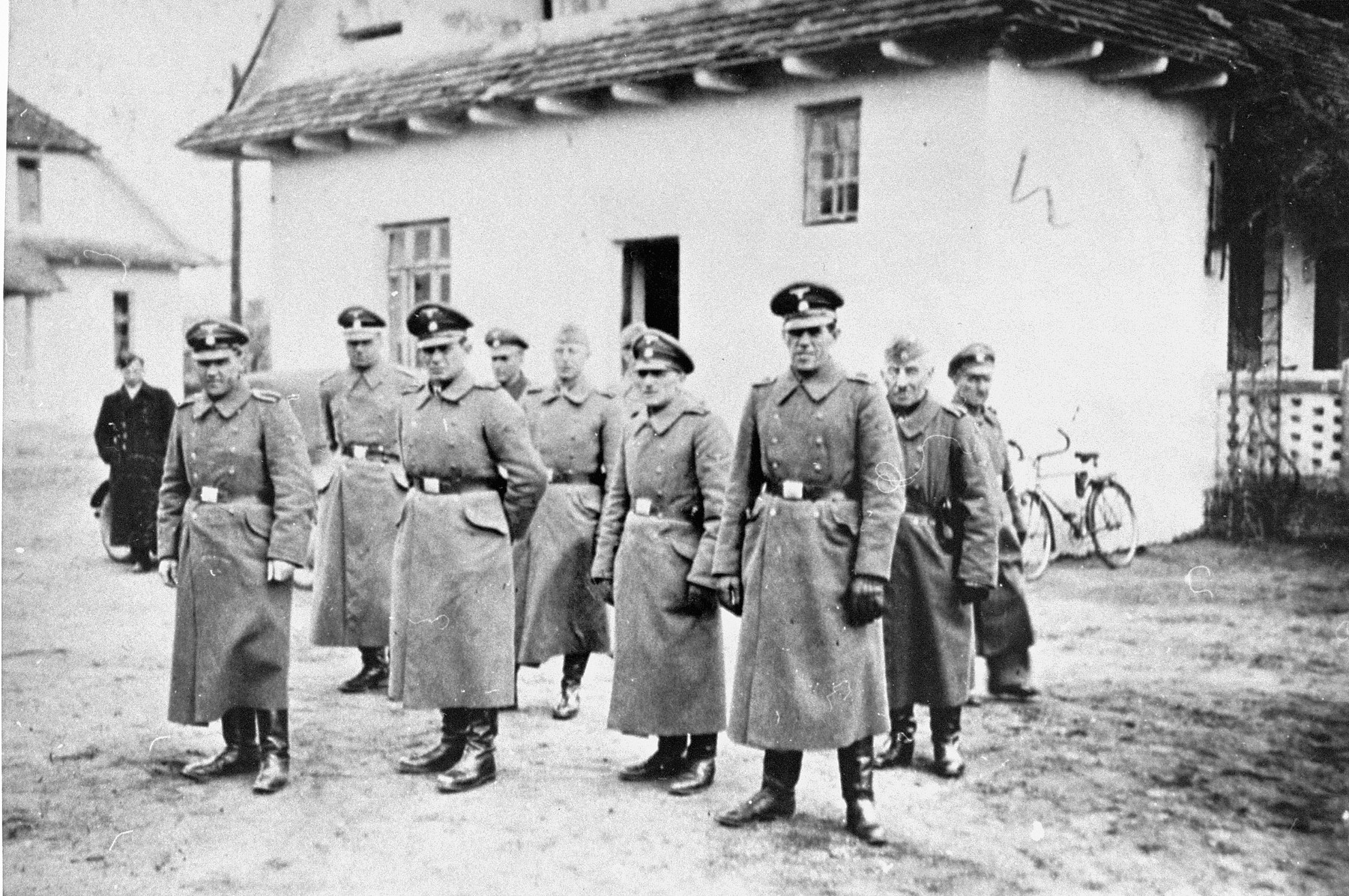
Niemieccy esesmani z załogi obozu w Bełżcu przed budynkiem komendantury

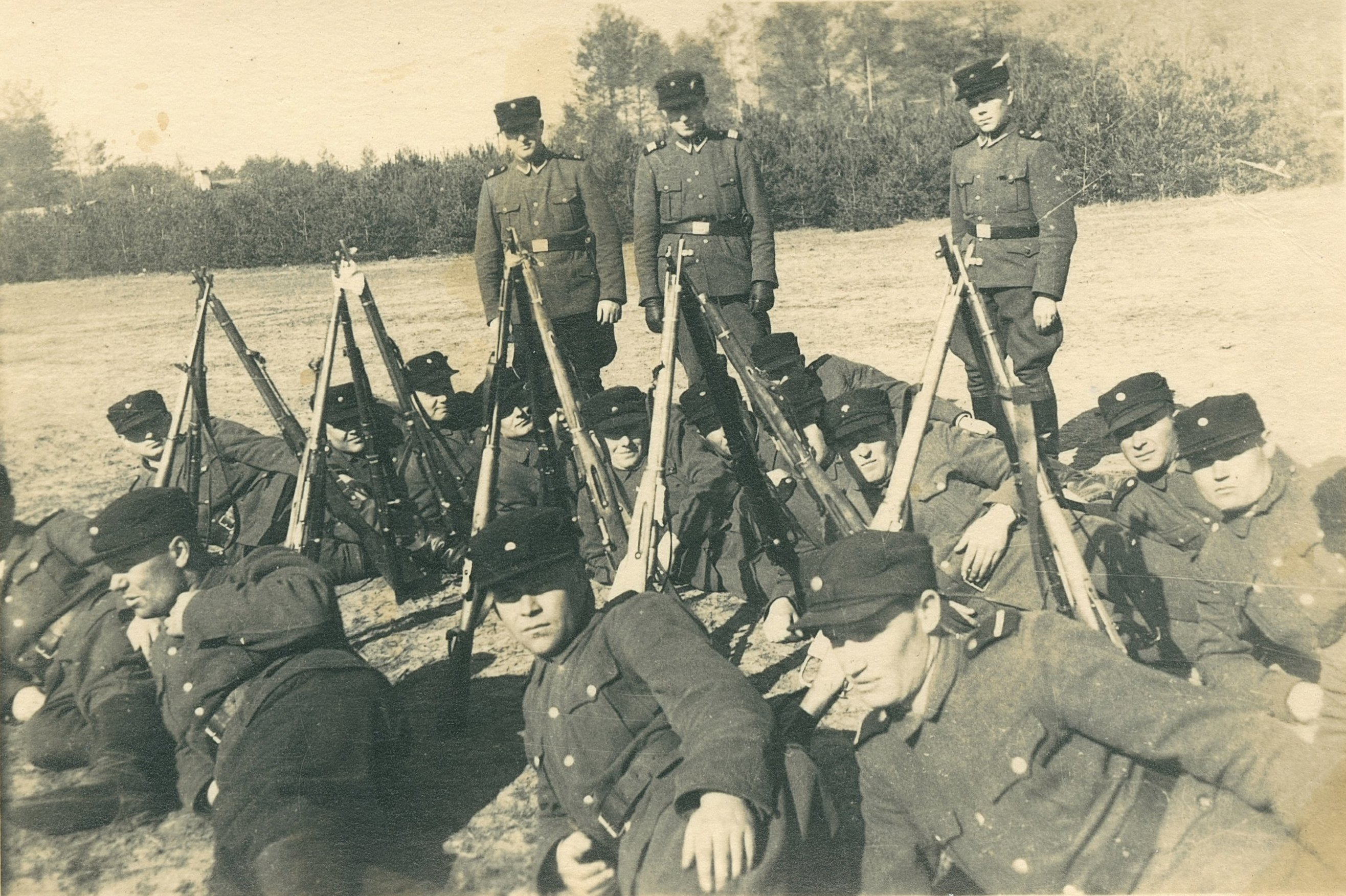
Grupa wachmanów z załogi obozu w Sobiborze

Załogi obozów zagłady, a w szczególności ich kadra kierownicza, były złożone z niemieckich i austriackich esesmanów. W obozach w Bełżcu, Sobiborze i Treblince funkcję szeregowych strażników pełnili członkowie formacji SS-Wachmannschaften, złożonej z byłych sowieckich jeńców wojennych, którzy przeszli na niemiecką stronę (zazwyczaj Ukraińców).

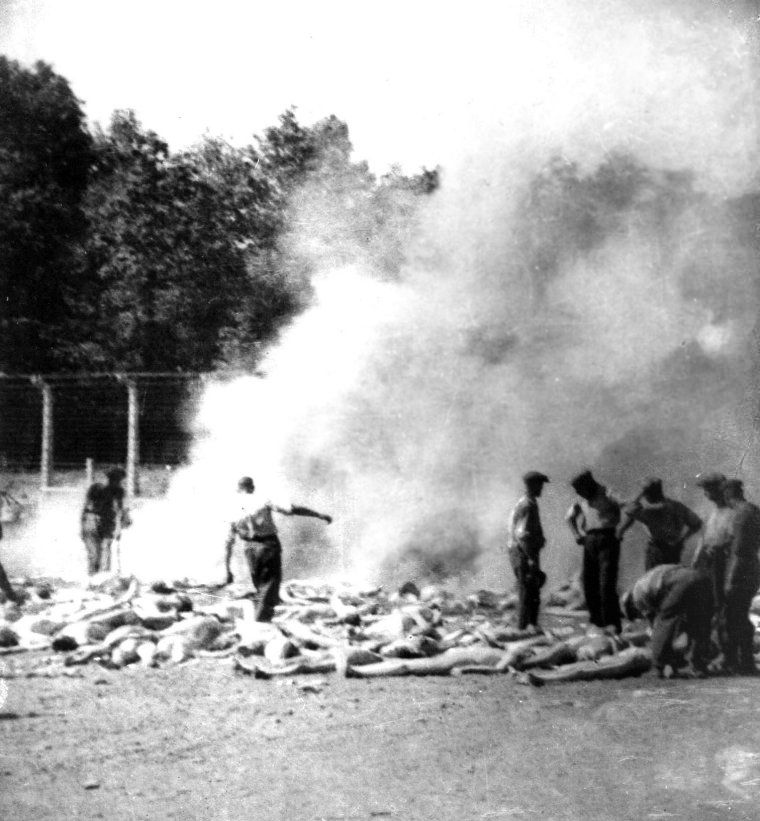
Członkowie Sonderkommando palący zwłoki węgierskich Żydów zamordowanych w komorach gazowych. Auschwitz II – Birkenau, sierpień 1944

Fenomenem obozów zagłady był fakt, że niemal wszystkie prace fizyczne – także bezpośrednio związane z procesem eksterminacji – były w nich wykonywane przez żydowskich więźniów, którym oszczędzono natychmiastowej śmierci w komorach gazowych. W Kulmhof przy sortowaniu mienia ofiar oraz przy opróżnianiu mobilnych komór gazowych i grzebaniu zwłok pracowało początkowo około 40 więźniów. W 1944 roku, w drugiej fazie funkcjonowania obozu, ich liczba wzrosła do 87. Z transportów, które przybywały do obozów w Bełżcu, Sobiborze i Treblince wyłączano fachowców, których umiejętności były przydatne w obozie, oraz niewielką liczbę mężczyzn i kobiet zdolnych do pracy fizycznej. Do ich zadań należało m.in. wyprowadzanie ofiar z wagonów, sortowanie zagrabionych ubrań i przedmiotów, praca w obozowych warsztatach rzemieślniczych, ścinanie drzew na opał, obcinanie włosów kierowanym na śmierć kobietom, a także wykonywanie innych prac na rzecz obozu i jego załogi. W najtragiczniejszym położeniu znajdowali się więźniowie pracujący w strefach eksterminacji. Ich zadaniem było bowiem opróżnianie i uprzątanie komór gazowych, wyrywanie ofiarom złotych zębów, grzebanie zwłok w masowych grobach (później ich palenie na rusztach spaleniskowych). W obozach akcji „Reinhardt” liczba Arbeitsjuden oscylowała zazwyczaj w przedziale od kilkuset do tysiąca. Byli oni podzieleni na komanda robocze, kierowane przez kapo i vorarbeiterów. W każdym z trzech ośrodków spośród żydowskich więźniów wyznaczono również „starszego obozu” (Lagerältester). W Auschwitz – spośród więźniów przebywających już w obozie oraz żydowskich mężczyzn wyselekcjonowanych z transportów – sformowano Sonderkommando, które pracowało w komorach gazowych i krematoriach Birkenau. Zadaniem jego członków była pomoc ofiarom w zdejmowaniu odzieży, opróżnianie i czyszczenie komór gazowych, obcinanie włosów i wyrywanie złotych zębów, palenie zwłok w krematoriach, usuwanie ludzkich prochów. W szczytowym momencie, gdy w Birkenau prowadzono masową eksterminację Żydów węgierskich (lato 1944), Sonderkommando liczyło prawie tysiąc więźniów.
Więźniowie pracujący w obozach zagłady byli narażeni na głód, choroby oraz bestialstwo strażników. Byli także regularnie „selekcjonowani” pod kątem zdolności do pracy. Chorych i wycieńczonych mordowano, zastępując ubytki osobami, które wyselekcjonowano z nowo przybyłych transportów.
Władze niemieckie starały się zachować w tajemnicy istnienie obozów zagłady. Dokładano także wysiłków, aby ofiary do niemal ostatniej chwili były nieświadome oczekującego je losu. Obozy zaprojektowano w ten sposób, aby urządzenia eksterminacyjne i masowe groby jak najdłużej pozostawały niewidoczne dla przywożonych tam ludzi. Jednocześnie ofiary starano się na różne sposoby przekonać, że obóz zagłady jest w rzeczywistości obozem przejściowym lub obozem pracy, a po niezbędnej „kąpieli i dezynfekcji” będą mogły kontynuować podróż lub podjąć pracę. Zazwyczaj komory gazowe były zaprojektowane w ten sposób, aby wyglądem przypominać łaźnię. W Treblince jeden z baraków ucharakteryzowano nawet na dworcową poczekalnię.
We wszystkich obozach zagłady funkcję urządzeń masowej eksterminacji pełniły komory gazowe. W Kulmhof ofiary ginęły w dwóch, później trzech specjalnie zaadaptowanych samochodach ciężarowych, które pełniły funkcję mobilnych komór gazowych. Początkowo do zabijania wykorzystywano czysty tlenek węgla dostarczany w butlach, później spaliny samochodowe. W obozach akcji „Reinhardt” – Bełżcu, Sobiborze, Treblince – ofiary zabijano w komorach stacjonarnych, przy użyciu gazów wytwarzanych przez silnik spalinowy. Początkowo w każdym z tych obozów znajdował się budynek z trzema komorami gazowymi. Podczas reorganizacji i modernizacji obozów, przeprowadzonej latem i jesienią 1942 roku, wzniesiono jednak nowe obiekty, liczące sześć komór. Na Majdanku funkcjonowały trzy stacjonarne komory gazowe, ulokowane w betonowym bunkrze. Ofiary zazwyczaj mordowano przy użyciu czystego tlenku węgla, rzadziej przy użyciu cyklonu B. W Auschwitz II – Birkenau ofiary mordowano przy użyciu cyklonu B. Funkcję komór gazowych pełniły początkowo dwie wiejskie chaty („biały domek” i „czerwony domek”), które przebudowano na przełomie 1941/42 roku. Okazały się one jednak niewystarczające, stąd między marcem a czerwcem 1943 roku w Birkenau zbudowano cztery nowe krematoria połączone z dużymi komorami gazowymi.
Początkowo we wszystkich obozach zagłady, nie wyłączając Auschwitz, zwłoki zamordowanych były grzebane w masowych grobach. Dopiero począwszy od lata 1942 roku grzebanie zwłok zaczęto zastępować kremacją. W większości obozów zwłoki palono na stosach i rusztach paleniskowych, w Auschwitz wykorzystywano natomiast piece krematoryjne. W związku z akcją zacierania śladów zbrodni przystąpiono jednocześnie do ekshumacji masowych grobów i palenia wydobytych z nich zwłok.

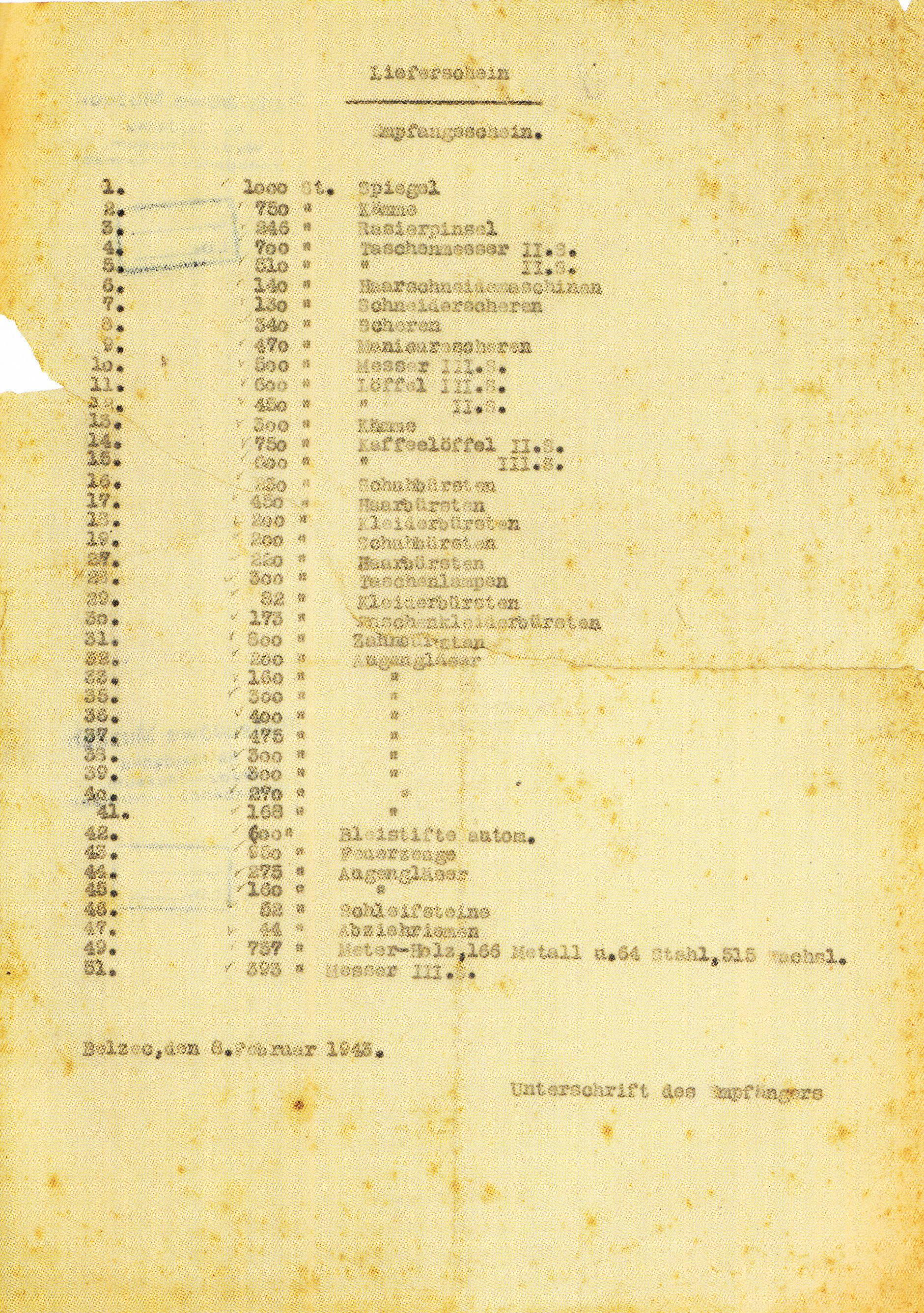
Wykaz przedmiotów przesłanych z obozu zagłady w Bełżcu do magazynów akcji „Reinhardt” w Lublinie

Celem istnienia obozów zagłady była nie tylko natychmiastowa eksterminacja przywożonych tam ofiar, lecz również grabież ich mienia. Jak wskazuje Michał Maranda, w obozach zagłady „surowcem miał być człowiek przywieziony wraz ze swym majątkiem do obozu, a produktem miały być wszelakie dobra, uzyskane zarówno z bagażu ofiary jak i z jej ciała”. Przedmiotem grabieży były nie tylko pieniądze i kosztowności odebrane ofiarom, lecz również wszelkie przedmioty osobiste, które posiadały jakąkolwiek wartość, oraz zdatne do użytku odzież i obuwie. Martwym ofiarom wyrywano złote zęby, ekonomiczne zastosowanie znaleziono nawet dla kobiecych włosów. Wszystkie te przedmioty docelowo miały trafiać do różnych niemieckich agend i urzędów, przede wszystkim do SS-WVHA. Część mienia, której wartości nie sposób ustalić, została jednak zdefraudowana przez personel obozów. Wsie w pobliżu ośrodków w Bełżcu, Sobiborze i Treblince stały się z tego powodu swoistymi „ośrodkami handlowymi”, gdyż wachmani z obozowych załóg na szeroką skalę obracali zrabowanym złotem i kosztownościami, płacąc nimi za żywność, alkohol i usługi seksualne.
| Obóz               | Okres funkcjonowania                                        | Komory gazowe                                                | Szacowana liczba ofiar |
| ------------------ | ----------------------------------------------------------- | ------------------------------------------------------------ | ---------------------- |
| Auschwitz-Birkenau | czerwiec 1940 – styczeń 1945                                | stacjonarne, wykorzystujące cyklon B                         | 1,1 mln                |
| Bełżec             | marzec 1942 – czerwiec 1943                                 | stacjonarne, wykorzystujące gazy spalinowe                   | 450 tys.               |
| Chełmno nad Nerem  | grudzień 1942 – kwiecień 1943, czerwiec 1944 – styczeń 1945 | mobilne, wykorzystujące tlenek węgla, później gazy spalinowe | 200 tys.               |
| Majdanek           | październik 1941 – lipiec 1944                              | stacjonarne, wykorzystujące tlenek węgla lub cyklon B        | 80 tys.                |
| Sobibór            | maj 1942 – listopad 1943                                    | stacjonarne, wykorzystujące gazy spalinowe                   | 170–180 tys.           |
| Treblinka          | lipiec 1942 – listopad 1943                                 | stacjonarne, wykorzystujące gazy spalinowe                   | 780–800 tys.           |

Obozy zagłady zostały utworzone w ramach programu „ostatecznego rozwiązania kwestii żydowskiej”. Starsze źródła szacowały, że zamordowano w nich około 3–3,5 mln Żydów. Obecnie liczbę żydowskich ofiar obozów zagłady szacuje się na około 2,7 mln. Wbrew rozpowszechnionej opinii, obozy zagłady nie były podstawowym narzędziem „ostatecznego rozwiązania”. Daniel Goldhagen zwraca uwagę, że co najmniej 40–50 proc. ofiar Zagłady zginęło śmiercią inną niż komora gazowa, zazwyczaj przez rozstrzelanie.
Obozy zagłady były również narzędziem eksterminacji Romów i Sinti. Około 21 tys. zostało zamordowanych w Auschwitz-Birkenau, 4,4 tys. w Kulmhof, a prawdopodobnie kolejnych kilka tysięcy w Bełżcu i Treblince. W komorach gazowych Auschwitz i Majdanka zamordowano również pewną liczbę chorych i wycieńczonych więźniów innych narodowości, najczęściej Polaków.

### Bunty w obozach zagłady

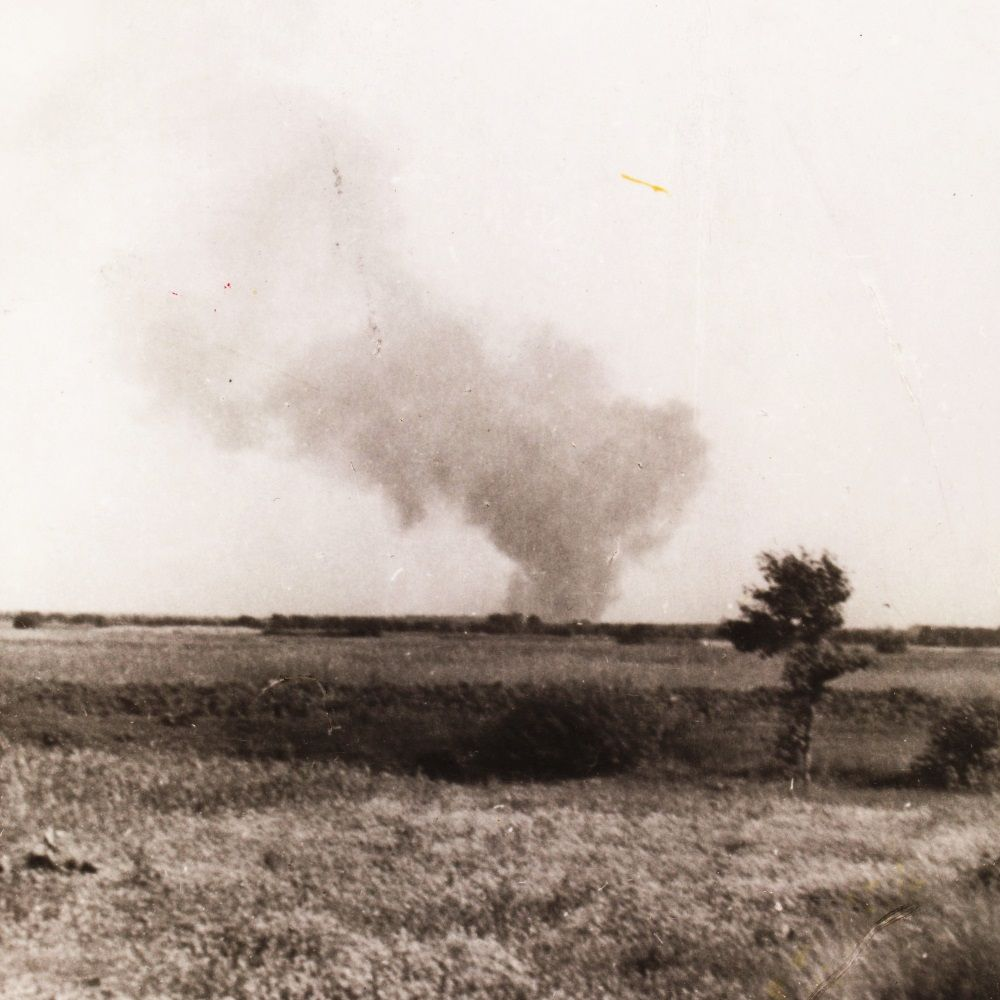
Obóz w Treblince podpalony przez zbuntowanych więźniów

Pierwszym buntem więźniów obozu zagłady było powstanie w Treblince. Obozowa konspiracja zawiązała się tam na przełomie lutego i marca 1943 roku. Jej nieformalnym liderem był Julian Chorążycki (lekarz medycyny z Warszawy, kapitan WP), a ekspertem ds. wojskowych – Želomir „Želo” Bloch (oficer armii czechosłowackiej). Po śmierci Chorążyckiego dowództwo nad ruchem oporu objął „starszy obozu”, inż. Marceli Galewski. Tym, co skłoniło konspiratorów do decyzji o podjęciu walki, była obawa, że po zakończeniu akcji eksterminacyjnej zostaną wymordowani przez Niemców. Powstanie wybuchło 2 sierpnia 1943 roku. Konspiratorom udało się niepostrzeżenie wydobyć broń z niemieckiego magazynu, lecz z powodu przedwczesnego rozpoczęcia walki nie zdołali uzyskać pełnego zaskoczenia i przejąć kontroli nad obozem. W trakcie walki i chaotycznej ucieczki zginęło od 350 do 400 Żydów. Powstańcom udało się zranić jednego Niemca, zabić lub zranić kilku wachmanów i podpalić część obozowych budynków. Tego dnia około czterystu Żydów zdołało zbiec z obozu. Około siedemdziesięciu z nich doczekało wyzwolenia.

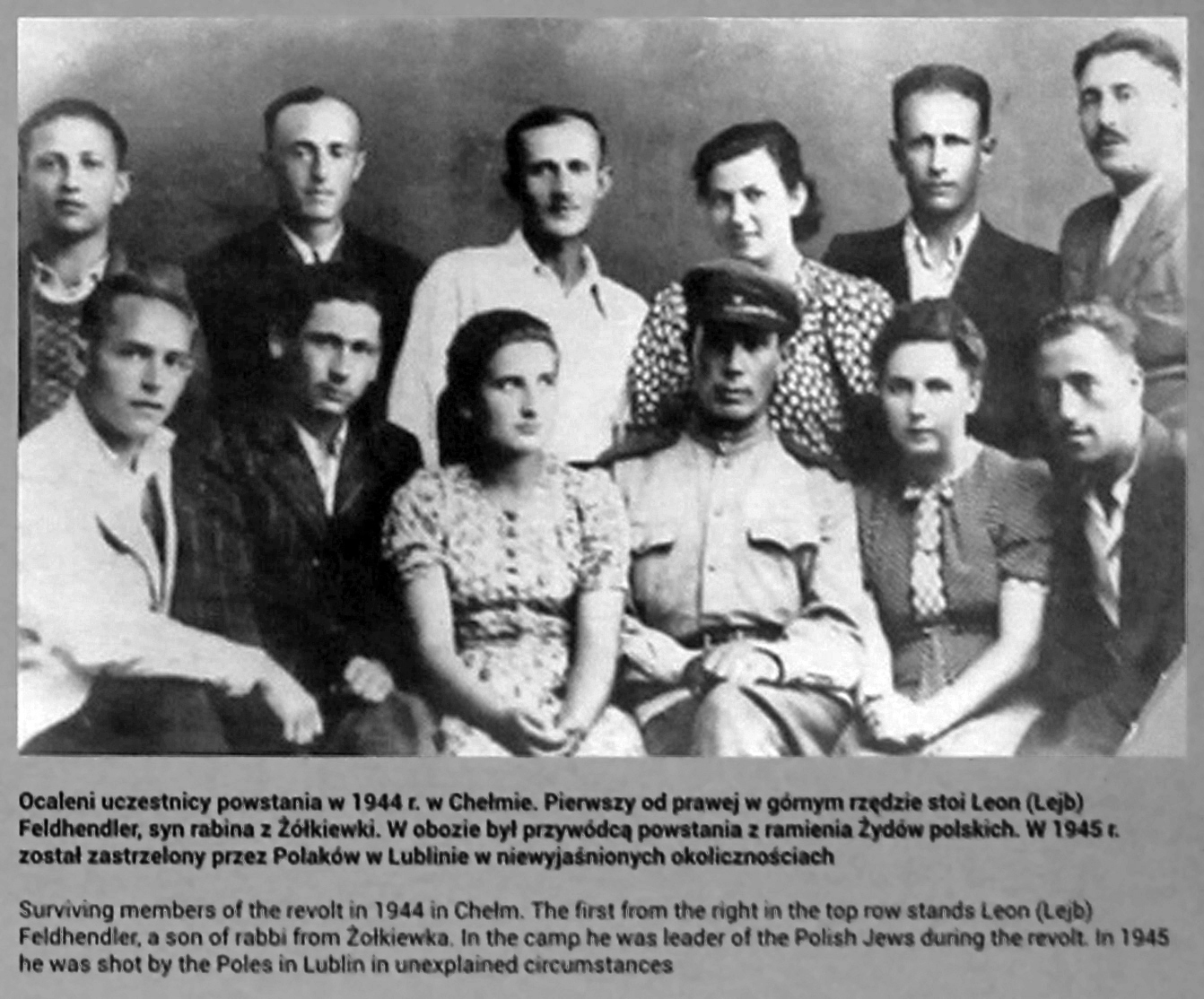
Grupa powstańców z Sobiboru. W górnym rzędzie, pierwszy z prawej, Leon Feldhendler

W Sobiborze obozowa konspiracja zawiązała się w połowie 1943 roku. Tworzyła ją grupa polskich Żydów, których liderem był Leon Feldhendler. Podobnie jak w przypadku Treblinki impulsem do jej utworzenia była obawa, że po zakończeniu akcji eksterminacyjnej obóz zostanie zlikwidowany, a „pracujący Żydzi” – wymordowani. Dopiero we wrześniu 1943 roku, gdy w obozie osadzono grupę żołnierzy Armii Czerwonej narodowości żydowskiej, których przywódcą był por. Aleksandr „Sasza” Pieczerski, przygotowania do buntu nabrały realnych kształtów. Drobiazgowo przygotowane powstanie wybuchło 14 października 1943 roku. Spiskowcy zdołali niepostrzeżenie zabić dwunastu niemieckich esesmanów. Na skutek splotu kilku wydarzeń nie zdołali jednak opanować bramy głównej. Podczas walki oraz chaotycznej ucieczki przez obozowe ogrodzenie i pole minowe zginęło od 158 do 270 więźniów. Około trzystu zbiegło i ukryło się w okolicznych lasach. Wszyscy więźniowie, którzy pozostali w Sobiborze, zostali następnego dnia wymordowani przez Niemców. Liczbę uciekinierów, którym udało się doczekać wyzwolenia, historycy szacują na około 40–70 osób.
Trzecią rewoltą w obozie zagłady był bunt Sonderkommando w Birkenau. Konspiratorzy rekrutujący się spośród członków komanda utrzymywali kontakty z obozowym ruchem oporu i zakładali początkowo, że wezmą udział w powstaniu, które obejmie cały kompleks Auschwitz. Przy pomocy żydowskich więźniarek zatrudnionych w fabryce Union-Werke udało się nawet przemycić do krematoriów niewielkie ilości prochu. Zmniejszenie liczby transportów oraz obawa, że więźniowie Sonderkommando zostaną wkrótce wymordowani, skłoniła jednak konspiratorów do samodzielnego rozpoczęcia walki. Bezpośrednim impulsem do rewolty stało się podejrzenie, że niemiecki kapo dowiedział się o przygotowaniach do buntu. 7 października 1944 roku więźniowie w krematorium IV zabili trzech niemieckich esesmanów i podpalili budynek. Na odgłos toczącej się walki do buntu przystąpili także więźniowie w krematorium II, którzy zabili niemieckiego kapo i przystąpili do masowej ucieczki. Kilkudziesięciu zdołało dotrzeć do odległej o kilka kilometrów wsi Rajsko, gdzie zostali jednak otoczeni i wymordowani przez esesmanów. Tego dnia zginęło 451 więźniów Sonderkommando, w tym wszyscy przywódcy buntu. W kolejnych tygodniach obozowe Gestapo zamordowało jeszcze pewną liczbę zamieszanych w bunt więźniów, w tym cztery Żydówki, które przemycały proch z zakładów Union-Werke. Bunt Sonderkommando był największym w historii Auschwitz-Birkenau.

## W powojennej historiografii
Historiografia Polski Ludowej przez dziesięciolecia przeinaczała prawdę na temat obozów zagłady. W szczególności starano się ukryć fakt, iż powstały one w celu eksterminacji ludności żydowskiej. W tym celu włączano ofiary żydowskie w poczet ofiar – „obywateli polskich”, a także kładziono akcent na zbrodnie popełnione w obozach koncentracyjnych, np. skupiając się na przeżyciach więźniów polskich czy zawyżając liczbę ofiar Auschwitz i Majdanka. Wyniki badań prowadzonych nad zbrodniami w obozach zagłady nie trafiały do szerszego grona odbiorców.
Dopiero od lat 60. XX wieku, po głośnym procesie Adolfa Eichmanna, tematyka zbrodni nazistowskich, w tym obozów zagłady, zaczęła być analizowana w sposób pogłębiony przez historyków zachodnich.
Idea powstania i funkcjonowania obozów zagłady jest uznawana za najczarniejszą kartę w historii ludzkości i przykład klęski humanizmu.

## Losy powojenne i upamiętnienie
W pierwszych latach powojennych tereny poobozowe, nie wyłączając Auschwitz i Majdanka, stały się miejscem intensywnej działalności „hien cmentarnych”, zazwyczaj rekrutujących się spośród ludności okolicznych miejscowości. „Hieny” rozkopywały tereny poobozowe, w tym zwłaszcza miejsca po masowych grobach, poszukując złota i kosztowności.
Po wojnie miejsca byłych obozów zagłady zostały upamiętnione pomnikami przez polskie władze. Powstały tam również muzea martyrologii – w przypadku Auschwitz i Majdanka obejmujące zachowaną infrastrukturę obozową. Obecnie (2021) miejsca zagłady upamiętniają:
- Państwowe Muzeum Auschwitz-Birkenau w Oświęcimiu
- Państwowe Muzeum na Majdanku
  - Muzeum – Miejsce Pamięci w Bełżcu (oddział Państwowego Muzeum na Majdanku)
  - Muzeum – Miejsce Pamięci w Sobiborze (oddział Państwowego Muzeum na Majdanku)
- Muzeum byłego niemieckiego Obozu Zagłady Kulmhof w Chełmnie nad Nerem (oddział Muzeum Martyrologicznego w Żabikowie)
- Muzeum Treblinka. Niemiecki nazistowski obóz zagłady i obóz pracy (1941–1944)